# Peter Jakob Wortmann

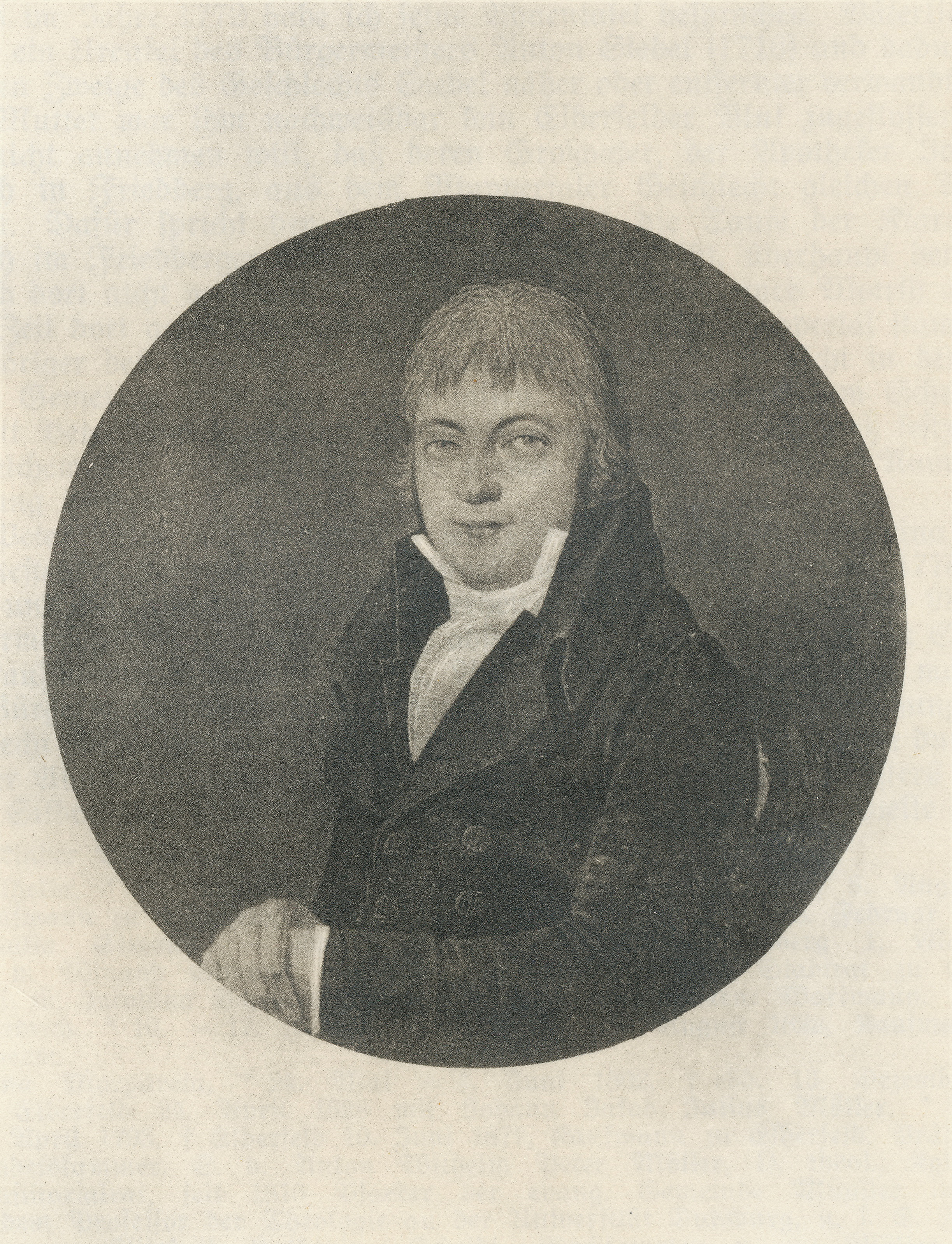
Peter Jakob Wortmann

Peter Jakob Wortmann (* 2. Februar 1768 in Elberfeld (heute Stadtteil von Wuppertal); † 21. April 1814 ebenda) war Kaufmann und Ratsverwandter in Elberfeld.
Wortmann wurde als Sohn von Jakob Wortmann (1732–1802), der 1772 Bürgermeister in Elberfeld war, und der Anna Philippina vom Scheidt (1730–1797) geboren. Am 11. März 1794 heiratete er Johanna Katharina Siebel (1774–1852) in Elberfeld und hatte mit ihr vier Kinder. Seine Tochter, Anna Margarete Wortmann (* 1802), heiratete 1828 Julius Möller einem Kaufmann und späteren Handelskammerpräsidenten.
Wortmann war Kaufmann auf der Vikarie an der Berliner Straße in Elberfeld. Er wurde 1803 von seinem Amtsvorgänger Abraham Peter von Carnap, mit drei weiteren Kandidaten, zur Wahl des Bürgermeisters vorgeschlagen und gewählt. Nach der einjährigen Amtszeit wurde er 1804 Stadtrichter und 1805 Ratsverwandter.